# مایک وینکلمان
مایک وینکلمان (انگلیسی: Mike Winkelmann؛ زادهٔ ۲۰ ژوئن ۱۹۸۱ در میزوری) که با نام مستعار بیپل (انگلیسی: Beeple) نیز شناخته می‌شود، هنرمند دیجیتال، طراح گرافیک و پویانما اهل ایالات متحده آمریکا است. وی از سال ۲۰۰۹ میلادی تاکنون مشغول فعالیت بوده‌است.
شهرت وی بیشتر به واسطه خلق مجموعه‌ای از آثار دیجیتال به نام «هر روز» است؛ بیپل خلق این آثار را از ۱ مه ۲۰۰۷ آغاز کرده و در تمام این مدت، بدون حتی از دست دادن یک روز، به خلق یک اثر دیجیتال پرداخته. وی حتی اظهار داشته که در روز عروسی‌اش و تولد فرزندانش هم دست از این کار نکشیده‌است.

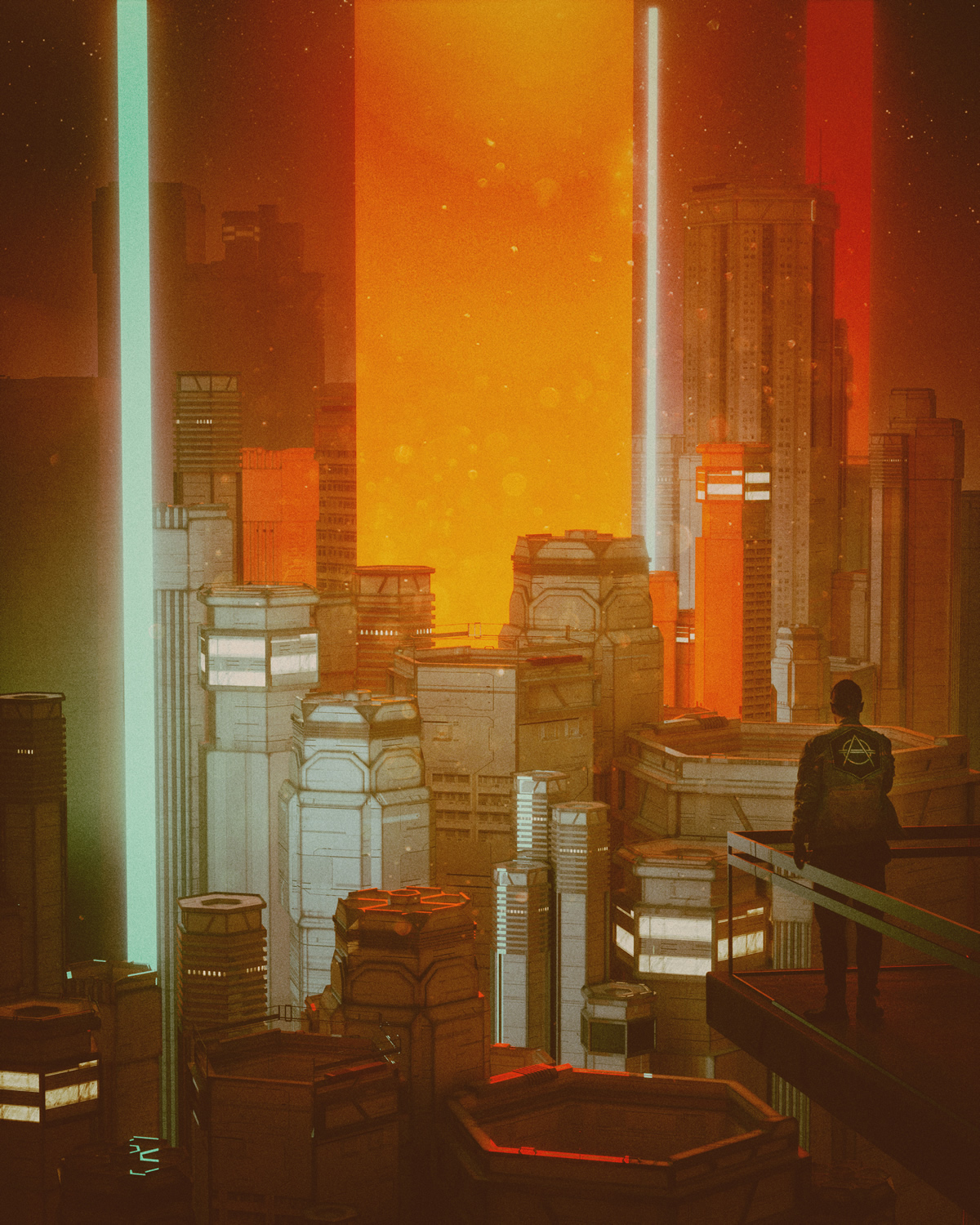
یکی از آثار مجموعه «هر روز» به تاریخ ۲۵ ژوئن ۲۰۱۶

در ۱۱ مارس ۲۰۲۱ بخشی از مجموعه «هر روز»، تحت عنوان هر روز: ۵۰۰۰ روز نخست، به قیمت ۶۹٬۳۴۶٬۲۵۰ دلار فروخته شد و آن را به سومین اثر هنری گران‌قیمت خلق شده توسط هنرمندان زنده تبدیل کرد. این نخستین فروش حراج کریستی با استفادهٔ مطلق از رمز غیرقابل معاوضه بود.